# Момчило Настасијевић
Момчило Настасијевић (Горњи Милановац, 6. октобар 1894 — Београд, 13. фебруар 1938) био је српски песник који је припадао модерним тенденцијама у српском песништву између два рата.

## Биографија
Момчило Настасијевић је рођен у Горњем Милановцу 1894. године у породици Настасијевић која је дала неколико уметника. Основну школу је учио у Горњем Милановцу, затим у Чачку, да би је завршио у Београду, где касније студира француски језик и књижевност. За време Првог светског рата поново живи у Милановцу. После рата, цела породица се сели у Београд, а Момчило наставља студије и живи у кругу песника и пријатеља заинтересованих за уметност. Године 1923. проводи лето у Паризу, помоћу феријалне стипендије. По завршеним студијама ради у Београду као гимназијски професор и на том послу остаје до своје смрти. Са објављивањем својих дела почиње касније него његови генерацијски другови Растко Петровић, Милош Црњански, Десанка Максимовић и други. Пише споро, развија се, експериментише. Одсуствује из јавног живота и са годинама се све више усамљује. Године 1932. објављује своју прву песничку збирку „Пет лирских кругова“, која одјекује у ужим читалачким круговима, а у антологијама поезије тога времена заступљен је обично са по само једном песмом. Крхке грађе, Настасијевић оболева од туберкулозе и умире 1938. у четрдесет четвртој години живота.
Годину дана после његове смрти, његови пријатељи издају целокупна дела: Песме, Ране песме и варијанте, Хроника моје вароши, Из тамног вилајета, Ране приче, Драме, Музичке драме, Мисли и Есеји. Ни ово издање није афирмисало Момчила Настасијевића у широј јавности. Касније се о Настасијевићу поново говори, али се ни данас (2010. године) не може рећи да је омиљен и општепознат песник, као ни да је потпуно откривена његова величина и значај.
Слависта Роберт Ходел је начинио и превео избор његових дела на немачки језик, књигу под називом „Sind Flügel wohl“ објавио је издавач Leipziger Literaturverlag. Песме су штампане двојезично, а осим поезије укључена су и два прозна дела само на немачком језику.

## Песништво
Момчило Настасијевић је песник који се појавио, развио и умро између два светска рата. У својим схватањима поезије Настасијевић је дужник симболистима. Основни појам његове поетике, „родна“ или „матерња“ мелодија, произлази из симболистичког схватања музике као бића поезије. У трагању за том мелодијом песник прониче с ону страну појава и долази у непосредан додир с оним што је неизрециво, тајанствено, мистично. Матерња је мелодија, пре свега, звук изворног, архаичног језика, у нашем случају то је, с једне стране, мелодија језика народне песме, а с друге, средњовековних текстова. На овој тачки Настасијевићева неосимболистичка заокупљеност музиком и неизрецивим укршта се с експресионистичком тежњом к непосредном и праисконском. Огроман рад уложио је Настасијевић док је стигао до својих Лирских кругова и док је био задовољан њима. Испробавао је сва могућа сазвучја међу речима српског језика, све преливе смисла и различите односе вербалних знакова. Његова концизност, као особеност његовог песничког идиома, није производ некакве ћудљивости или произвољног опредељења, већ је израз борбе против мана у које упадају они који поезију пишу олако.
У песничком језику Момчила Настасијевића једносложне речи су врло честе, и то не случајно. "У звуку једносложне речи, без обзира на природу самогласника, увек има нечег одсечног, тврдог и као силом откинутог из неке целине. Топ, смех, хук, лав, хир, врт." Као да Настасијевић намерно изазива нејасност у значењу речи, али он то чини првенствено због тога да јасно значење речи не би потиснуло значења звука и ритма. Песник настоји да нађе један особени звук и један особени ритам за свако песничко казивање. У његовој поезији није заступљен само парадокс значења речи, него и парадокс звукова речи; постоје противречни односи између речи и ћутања (као основног), између светлости и таме, добра и зла, постојећег и непостојећег, живог и неживог. При томе, Настасијевић се клонио савременог језика, у тежњи да створи песнички језик у којем би била садржана прошлост у којој је човек можда био ближи себи и Богу. "Настасијевићева борба са речима била је изузетно тешка, јер је то била и борба са ћутањем." Настасијевић, кога је Винавер назвао свецем српскога језика и српскога књижевног израза, наслућивао је стални ток тајних и тајанствених сила, трудећи се да у склад доведе слутњу (која није од овога света) са разложним сазнањем, и мирећи истину духа са истином свакидашњице, односно утврђујући њихову истоветност. "Он је сневао своју јаву, он је контролисао свој сан."

### Циклуси
Настасијевићев песнички опус обухвата седам лирских кругова једне збирке стихова: Јутарње, Вечерње, Бдења, Глухоте, Речи у камену, Магновења и Одјеци.
Јутарње, први циклус, изражава начин на који се песник везује за спољни свет, оно што у њему воли: мирисе, поднебље, гласове села и живот природе. То је веома ароматична поезија, преливена родним звуцима и бојама, сетна на један традиционалан, архаичан начин; нежна.
Вечерње су наставак јутарњих призора, који у вечерњем рују постају сетнији, мање опипљиви. Реалност није сасвим јасно омеђена и наговештава се смрт.
У Бдењима, преокупација декором и сентиментом из претходних циклуса уступа место великим песниковим темама. Његова машта и израз сазрели су да дефинишу идеје и основе односа постојања. Израз постаје гушћи, речи је мање, песме постају апстрактније али и непосредније. Његова метафизичка искуства добијају јасне формулације и изражавају патњу због суровости непосредне егзистенције.
Глухоте су циклус од десет песама у којима редукција украсних и експликативних елемената доводи до семантичке напрегнутости, до песме која показује схематску огољеност замисли.
Речи у камену су циклус сачињен од четрнаест песама и оне представљају визију која уједињује село и град; апокалиптичне дрхтаје; сагледавање несавладивих личних раздирања; и показивање оних делова судбине у којима је човек зависан од човека.
Магновења су збир појединачних песама сложеније структуре, које су изнутра подељене на одељке, тако да свака песма подсећа у малом на структуру Речи у камену.
Одјеци, последњи циклус, пун је реминисценција. Поново се осећа чар опипљивих ствари, атмосфера пејзажа и назирања старинских ентеријера.

## Избор књижевне критике
- Свака је његова песма икона нашег девичанског матерњег језика. (...) Био је то велики песник наш. Велики светски песник нашег језика. Име му је свемогућа смерност. (...) Прекасно се јавио, прерано је отишао. - Васко Попа[8]
- Настасијевић је био песник истраживач и копач. Мени се увек привиђао као рудар који је малочас изишао из дубина и мрака, радује се виделу, казао би нешто и показао, али би му требало много руку и језика, па се само насмеши и рекне: "Ој, Мораво, моје село равно." Да одуши тек, јер много је све што је. - Исидора Секулић[8]
- Замислите га како неким савршено угођеним ухом слуша и прислушкује, и тражи, справом ненадмашном, само онај једини свилени тон у свеопштем звучноме ткању. Нашао га је: и онда држи у свом дохвату и биће, и његов свет, и божанство тога света. Код Настасијевића се стално тражи - али и налази. - Станислав Винавер[8]
- У својим основним одликама, Настасијевићев песнички израз је елиптичан, иде за највећом могућом концизношћу, за смањењем вербалног материјала, нарочито оног који повезује, објашњава, допуњује, прича. Настасијевић хоће да говори о суштинама језиком суштине. - Миодраг Павловић[8]
- Прошлост у овој поезији није, дакле, само време које је било, него и време које јесте и које ће бити. То је поетско време: синтеза у којој се почетак, корен живота настоји сагледати у визији онога што ће бити или што би могло бити. Настасијевић је метафорички песник, и његово време је вечност; његов простор безгранично; његово позвање - трагање за есенцијалним. - Мухарем Первић[8]
- Велика, самоникла песничка личност. Завереник језика, мистике, предања. Једини наш заиста фолклорни песник у дубоком смислу те речи. Сав од слуха, од искони, од тајанства. - Борислав Михајловић Михиз[8]

## Драма
Настасијевић је осим песама писао и драме. Његов драмски рад обухвата две књиге: Драме и Музичке драме. Музичке драме су драме у стиховима, концизне, предвиђене за касније компоновање, али сувише окренуте песничким вредностима да би била оперска либрета.
„Међулушко благо“ је сплет тема из наше народне бајке, са непотпуним оквиром сеоске приче.
„Ђурађ Бранковић“ има историјски сиже и духовност средњег века. 
Остале три драме су у прози:
У драми „Код вечите славине“ се осећа присуство легенде и драмски значајно присуство музике.
„Господар Младенова кћи“ је драма из маловарошког живота за време Првог светског рата.
Радња драме „Недозвани“ се догађа на Топчидерском брду у Београду и време је „садашње“.
Од свих ових дела, на позорници су биле приказиване драме „Недозвани“, „Господар Младенова кћи“ и опера „Ђурађ Бранковић“, са музиком Настасијевићевог брата Светомира (јун 1940). Не може се рећи да Настасијевићеве драме откривају стварни смисао за сцену, иако у њима има и заплета и дијалога који би на сцени били ефектни. По речима критичара, Момчило Настасијевић се није показао као стварни позоришни таленат, али није своје драме писао ни искључиво као песник. Он је хтео један нови медијум, хтео је на сцену, као песник или не. Тешко се пробијао до признања, још теже је долазио до општења са публиком и чини се да је покушавао да, преко позорнице, успостави контакт са људима за чији језик и на чијем је језику писао.

## Проза
Прозна дела Момчила Настасијевића, „Из тамног вилајета“ и „Хроника моје вароши“, ослањају се на народне приповетке и, знатно мање, на приповетке Борисава Станковића. Настасијевићев прозни израз, односно језик, је густ, идиоматичан, јарко обојен, пун инверзија, ритмичан, али ипак има каденцу прозе и разликује се од језика његових песама.
По његовом делу снимљен је филм Дарови моје рођаке Марије.

## Дела
- Настасијевић, Момчило. „Међулушко благо“, Београд : С. Б. Цвијановић, 1927.
- Настасијевић, Момчило. „Из тамног вилајета“, Београд : С. Б. Цвијановић, 1927.
- Настасијевић, Момчило. „Ђурађ Бранковић“, 1929.
- Настасијевић, Момчило. „Код Вечите славине“, 1929.
- Настасијевић, Момчило. „Недозвани“, Цетиње : Државна штампарија, 1930.
- Настасијевић, Момчило. „Господар Младенова кћи”. Цетиње : „Запис“, 1931.
- Настасијевић, Момчило. „Пет лирских кругова“. Београд : [б. и.], 1932.
- Целокупна дела I-IX. Издање пријатеља, 1938—1939, Београд: I-Из тамног вилајета, II-Мисли, III-Драме: Недозвани, Господар Младенова ћер, Код вечите славине, IV-Хроника моје вароши, V-Песме: Пет лирских кругова, Магновења, Одјеци, VI-Музичке драме: Међулушко благо, Ђурађ Бранковић и балет Живи огањ, VII-Есеји, VIII-Ране приче, IX-Ране песме и варијанте
- Сабрана дела I-IV у редакцији Новице Петковића, Дечје новине/Српска књижевна задруга, 1991, Горњи Милановац: I-Поезија, II-Драме, III-Проза, IV-Есеји*Белешке*Мисли